# Astaena explaniceps
Astaena explaniceps är en skalbaggsart som beskrevs av Saylor 1947. Astaena explaniceps ingår i släktet Astaena och familjen Melolonthidae. Inga underarter finns listade.